# ギルバート・ド・クレア (第3代ペンブルック伯)
第3代ペンブルック伯ギルバート・ド・クレア（Gilbert de Clare, 3rd Earl of Pembroke, 1173年 - 1185/9年）は、アングロ＝ノルマンおよびアイルランド貴族。成人前に死去した。
ギルバートは第2代ペンブルック伯リチャード・ド・クレアとイーファ・マクマローの息子である。1176年、父の跡を継ぎペンブルック伯となった。1185/9年に死去し、伯位は姉のイザベルが継承した。